# Bolivia i olympiska sommarspelen 1984
Bolivia deltog i de olympiska sommarspelen 1984 med en trupp bestående av 11 deltagare, men ingen av landets deltagare erövrade någon medalj.

## Boxning
Flugvikt
- René Centellas
  - Första omgången — Förlorade mot Jeff Fenech (AUS), RSC-3

Tungvikt
- Marvin Perez
  - Första omgången — Bye
  - Andra omgången — Förlorade mot Henry Tillman (USA), RSC-1

## Brottning
- Raimundo Camacho
- Leonardo Camacho

## Friidrott
Herrarnas maraton
- Juan Camacho
  - Final — 2:21:04 (→ 38:e plats)

Herrarnas 20 kilometer gång
- Oswaldo Morejón
  - Final — 1:44:42 (→ 36:e plats)

Herrarnas 50 kilometer gång
- Osvaldo Morejón
  - Final — DNF (→ ingen placering)

Damernas maraton
- Nelly Wright
  - Final — 2:51:35 (→ 42:a plats)

## Fäktning
Herrarnas florett
- Saúl Mendoza

Herrarnas värja
- Saúl Mendoza

## Judo
- Edgar Claure